# Angiopteris nanchuanensis
Angiopteris nanchuanensis là một loài dương xỉ trong họ Marattiaceae. Loài này được Z.Y. Liu mô tả khoa học đầu tiên năm 1984.